# Natação nos Jogos Olímpicos de Verão da Juventude de 2010
As competições de natação nos Jogos Olímpicos de Verão da Juventude de 2010 integraram o programa de esportes aquáticos junto com os saltos ornamentais e foram disputadas entre 15 e 20 de agosto na Escola dos Desportos, em Singapura.
Foram realizadas 34 provas (16 masculinas, 16 femininas e duas mistas) entre elas algumas que não são disputadas nos Jogos Olímpicos tradicionais como as provas de 50 metros nos nados costas, peito e borboleta e as provas de revezamento 4x100 e 4x400 mistas.

## Eventos
| - 50 m livre masculino - 100 m livre masculino - 200 m livre masculino - 400 m livre masculino - 50 m costas masculino - 100 m costas masculino - 200 m costas masculino - 50 m peito masculino - 100 m peito masculino - 200 m peito masculino - 50 m borboleta masculino - 100 m borboleta masculino - 200 m borboleta masculino - 200 m medley masculino - 4x100 m livre masculino - 4x100 m medley masculino | - 50 m livre feminino - 100 m livre feminino - 200 m livre feminino - 400 m livre feminino - 50 m costas feminino - 100 m costas feminino - 200 m costas feminino - 50 m peito feminino - 100 m peito feminino - 200 m peito feminino - 50 m borboleta feminino - 100 m borboleta feminino - 200 m borboleta feminino - 200 m medley feminino - 4x100 m livre feminino - 4x100 m medley feminino | - 4x100 m livre misto - 4x100 m medley misto |

## Calendário
| Agosto  | 14 | 15 | 16 | 17 | 18 | 19 | 20 | 21 | 22 | 23 | 24 | 25 | 26 |
| ------- | -- | -- | -- | -- | -- | -- | -- | -- | -- | -- | -- | -- | -- |
| Natação |    | 3  | 8  | 4  | 7  | 3  | 9  |    |    |    |    |    |    |

|  | Dia de competição |  | Dia de final |

## Medalhistas
Feminino
| Evento                   | Ouro                                                             | Prata                                                                             | Bronze                                                               |
| ------------------------ | ---------------------------------------------------------------- | --------------------------------------------------------------------------------- | -------------------------------------------------------------------- |
| 50 m livre detalhes      | Tang Yi CHN China Anna Santamans FRA França                      | nenhuma                                                                           | Emma McKeon AUS Austrália                                            |
| 100 m livre detalhes     | Tang Yi CHN China                                                | Emma McKeon AUS Austrália                                                         | Lauren Earp CAN Canadá                                               |
| 200 m livre detalhes     | Tang Yi CHN China                                                | Boglarka Kapas HUN Hungria                                                        | Emma McKeon AUS Austrália                                            |
| 400 m livre detalhes     | Boglárka Kapás HUN Hungria                                       | Kiera Janzen USA Estados Unidos                                                   | Eleonora Faulkner GBR Grã-Bretanha                                   |
| 50 m costas detalhes     | Mathilde Cini FRA França                                         | Daryna Zevina UKR Ucrânia                                                         | Alexandra Papusha RUS Rússia                                         |
| 100 m costas detalhes    | Daryna Zevina UKR Ucrânia                                        | Bai Anqi CHN China                                                                | Alexandra Papusha RUS Rússia                                         |
| 200 m costas detalhes    | Bai Anqi CHN China                                               | Kaitlyn Jones USA Estados Unidos                                                  | Daryna Zevina UKR Ucrânia                                            |
| 50 m peito detalhes      | Rachel Nicol CAN Canadá                                          | Martina Carraro ITA Itália                                                        | Ana de Pinho Rodrigues POR Portugal                                  |
| 100 m peito detalhes     | Tera van Beilen CAN Canadá                                       | Emily Selig AUS Austrália                                                         | Rachel Nicol CAN Canadá                                              |
| 200 m peito detalhes     | Emily Selig AUS Austrália                                        | Tera van Beilen CAN Canadá                                                        | Maya Hamano JPN Japão                                                |
| 50 m borboleta detalhes  | Liu Lan CHN China                                                | Elena di Liddo ITA Itália                                                         | Anna Santamans FRA França                                            |
| 100 m borboleta detalhes | Liu Lan CHN China                                                | Judit Ignacio ESP Espanha                                                         | Rachael Kelly GBR Grã-Bretanha                                       |
| 200 m borboleta detalhes | Boglarka Kapas HUN Hungria                                       | Judit Ignacio ESP Espanha                                                         | Liu Lan CHN China                                                    |
| 200 m medley detalhes    | Kaitlyn Jones USA Estados Unidos                                 | Kristina Kochetkova RUS Rússia                                                    | Barbora Zavadova CZE Chéquia                                         |
| 4x100 m livre detalhes   | Liu Lan Bai Anqi Wang Chang Tang Yi CHN China                    | Juliane Reinhold Lena Kalla Dorte Baumert Lina Rathsack GER Alemanha              | Lindsay Delmar Tera van Beilen Rachel Nicol Lauren Earp CAN Canadá   |
| 4x100 m medley detalhes  | Madison Wilson Emily Selig Zoe Johnson Emma McKeon AUS Austrália | Alexandra Papusha Olga Detenyuk Kristina Kochetkova Ekaterina Andreeva RUS Rússia | Dorte Baumert Lina Rathsack Lena Kalla Juliane Reinhold GER Alemanha |

Masculino
| Evento                   | Ouro                                                                 | Prata                                                                  | Bronze                                                                          |
| ------------------------ | -------------------------------------------------------------------- | ---------------------------------------------------------------------- | ------------------------------------------------------------------------------- |
| 50 m livre detalhes      | Andrii Govorov UKR Ucrânia                                           | Kenneth To AUS Austrália                                               | Aitor Martínez ESP Espanha                                                      |
| 100 m livre detalhes     | Medhy Metella FRA França                                             | Velimir Stjepanovic SRB Sérvia                                         | Kenneth To AUS Austrália                                                        |
| 200 m livre detalhes     | Andrey Ushakov RUS Rússia                                            | Cristian Quintero VEN Venezuela                                        | Jeremy Bagshaw CAN Canadá                                                       |
| 400 m livre detalhes     | Dai Jun CHN China                                                    | Chad le Clos RSA África do Sul                                         | Cristian Quintero VEN Venezuela                                                 |
| 50 m costas detalhes     | Christian Homer TRI Trinidad e Tobago                                | Rainer Kai Wee Ng SIN Singapura                                        | Abdullah Altuwaini KUW Kuwait Max Ackermann AUS Austrália                       |
| 100 m costas detalhes    | He Jianbin CHN China                                                 | Yakov Toumarkim ISR Israel                                             | Lavrans Solli NOR Noruega                                                       |
| 200 m costas detalhes    | Peter Bernek HUN Hungria                                             | Yakov Toumarkim ISR Israel                                             | Balazs Zambo HUN Hungria                                                        |
| 50 m peito detalhes      | Ivan Capan CRO Croácia                                               | Nicholas Schafer AUS Austrália                                         | Razvan Tudosie ROU Romênia                                                      |
| 100 m peito detalhes     | Nicholas Schafer AUS Austrália                                       | Anton Lobanov RUS Rússia                                               | Flavio Bizzarri ITA Itália                                                      |
| 200 m peito detalhes     | Flavio Bizzarri ITA Itália                                           | Anton Lobanov RUS Rússia                                               | Nicholas Schafer AUS Austrália                                                  |
| 50 m borboleta detalhes  | Andrii Govorov UKR Ucrânia                                           | Chang Gyu-Cheol KOR Coreia do Sul                                      | Tommaso Romani ITA Itália                                                       |
| 100 m borboleta detalhes | Chang Gyu-Cheol KOR Coreia do Sul                                    | Chad le Clos RSA África do Sul                                         | Velimir Stjepanovic SRB Sérvia                                                  |
| 200 m borboleta detalhes | Bence Biczo HUN Hungria                                              | Chad le Clos RSA África do Sul                                         | Marcin Cieslak POL Polônia                                                      |
| 200 m medley detalhes    | Chad le Clos RSA África do Sul                                       | Kenneth To AUS Austrália                                               | Dylan Bosch RSA África do Sul                                                   |
| 4x100 m livre detalhes   | Andrey Ushakov Alexey Atsapkin Ilya Lemaev Anton Lobanov RUS Rússia  | Sun Bowei Dai Jun Wang Ximing He Jianbin CHN China                     | Chad le Clos Murray McDougall Dylan Bosch Pierre Keune RSA África do Sul        |
| 4x100 medley detalhes    | Max Ackermann Nicholas Schafer Kenneth To Justin James AUS Austrália | Ganesh Pedurand Thomas Rabeisen Jordan Coelho Medhy Metella FRA França | Christian Diener Christian Vom Lehn Melvin Herrmann Kevin Leithold GER Alemanha |

Misto
| Evento                 | Ouro                                             | Prata                                                                         | Bronze                                                              |
| ---------------------- | ------------------------------------------------ | ----------------------------------------------------------------------------- | ------------------------------------------------------------------- |
| 4x100 m livre detalhes | Sun Bowei Tang Yi Liu Lan He Jianbin CHN China   | Kenneth To Emma McKeon Madison Wilson Justin James AUS Austrália              | Medhy Metella Anna Santamans Mathilde Cini Jordan Coelho FRA França |
| 4x100 medley detalhes  | He Jianbin Wang Ximing Liu Lan Tang Yi CHN China | Alexandra Papusha Anton Lobanov Kristina Kochetkova Andrey Ushakov RUS Rússia | Max Ackerman Emily Selig Kenneth To Emma McKeon AUS Austrália       |

## Quadro de medalhas
| Ordem | País                  | Medalha de ouro | Medalha de prata | Medalha de bronze |     |
| ----- | --------------------- | --------------- | ---------------- | ----------------- | --- |
| 1     | CHN China             | 11              | 2                | 1                 | 14  |
| 2     | AUS Austrália         | 4               | 6                | 6                 | 16  |
| 3     | HUN Hungria           | 4               | 1                | 1                 | 6   |
| 4     | FRA França            | 3               | 1                | 2                 | 6   |
| 5     | UKR Ucrânia           | 3               | 1                | 1                 | 5   |
| 6     | RUS Rússia            | 2               | 5                | 2                 | 9   |
| 7     | CAN Canadá            | 2               | 1                | 4                 | 7   |
| 8     | RSA África do Sul     | 1               | 3                | 2                 | 6   |
| 9     | ITA Itália            | 1               | 2                | 2                 | 5   |
| 10    | USA Estados Unidos    | 1               | 2                |                   | 3   |
| 11    | KOR Coreia do Sul     | 1               | 1                |                   | 2   |
| 12    | CRO Croácia           | 1               |                  |                   | 1   |
|       | TRI Trinidad e Tobago | 1               |                  |                   | 1   |
| 14    | ESP Espanha           |                 | 2                | 1                 | 3   |
| 15    | ISR Israel            |                 | 2                |                   | 2   |
| 16    | GER Alemanha          |                 | 1                | 2                 | 3   |
| 17    | SRB Sérvia            |                 | 1                | 1                 | 2   |
|       | VEN Venezuela         |                 | 1                | 1                 | 2   |
|       | SIN Singapura         |                 | 1                |                   | 1   |
| 20    | GBR Grã-Bretanha      |                 |                  | 2                 | 2   |
| 21    | JPN Japão             |                 |                  | 1                 | 1   |
|       | KUW Kuwait            |                 |                  | 1                 | 1   |
|       | NOR Noruega           |                 |                  | 1                 | 1   |
|       | POL Polônia           |                 |                  | 1                 | 1   |
|       | POR Portugal          |                 |                  | 1                 | 1   |
|       | CZE Chéquia           |                 |                  | 1                 | 1   |
|       | ROU Romênia           |                 |                  | 1                 | 1   |
| TOTAL | TOTAL                 | 35              | 33               | 35                | 103 |